# Korytarz CETC-ROUTE65
Korytarz CETC-ROUTE65 – korytarz łączący Bałtyk z Adriatykiem. Zajmuje powierzchnię ok. 230 005 km², a jego trasa przebiega ze Skanii (Południowa Szwecja), poprzez Morze Bałtyckie (projekt autostrady morskiej Świnoujście – Ystad), Europę Środkową, aż na Południe Europy – do Morza Adriatyckiego.
Na obszarze Korytarza znajdują się ważne ośrodki gospodarcze, węzły komunikacyjne, szlaki transportowe łączące Europę z państwami Bliskiego Wschodu i Azji Centralnej.